# Ağrı (prowincja)
Ağrı – prowincja leżąca przy wschodniej granicy Turcji, granicząca z Iranem na wschodzie, Karsem na północy, Erzurum na północnym zachodzie, Muşem i Bitlis na południowym zachodzie, Wanem na południu i Iğdır na północnym wschodzie. Prowincja zajmuje 11 376 km², zamieszkuje ją 571 243 osób (stan na 2006 rok).
Stolicą prowincji jest Ağrı, położone 1632 m nad poziomem morza.

## Dystrykty

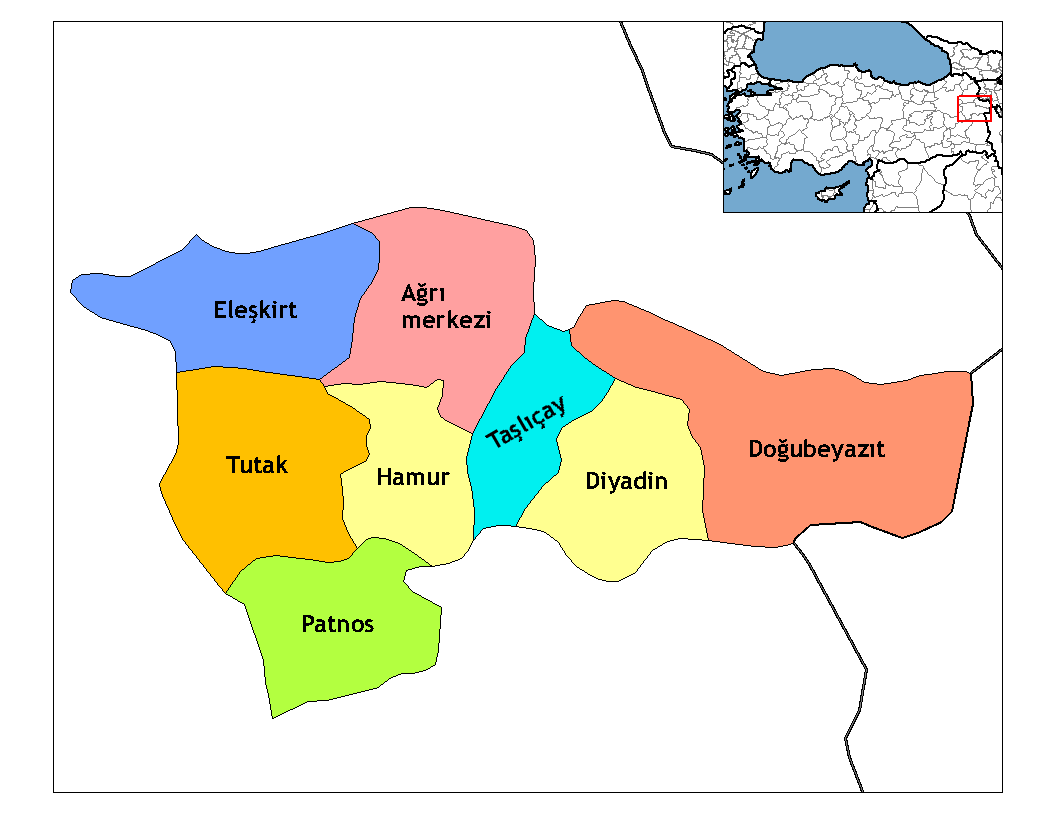
Dystrykty na mapie prowincji

Prowincja Ağrı jest podzielona na 8 dystryktów
- Ağrı (główny dystrykt)
- Diyadin
- Doğubeyazıt
- Eleşkirt
- Hamur
- Patnos
- Taşlıçay
- Tutak

## Geografia
Ağri jest nazwana od nieopodal położonej najwyższej górze Turcji (Ararat, 5,165 m), którą widać z części Armenii, Iranu, Gruzji, oraz Azerbejdżanu. Miastem leżącym najbliżej góry jest Doğubeyazıt.
46% prowincji jest górzysta, 29% równinna, 18% to płaskowyże, a 7% to hale. Poza Araratem jest jeszcze dużo szczytów o wysokości powyżej 3000 m n.p.m., na przykład Aladağlar czy Tendürek. Równiny są żyzne, pokryte wulkanicznym osadem, i są używane do zasiewania zboża i wypasu zwierząt. Różne dopływy Muratu płyną przez teren i nawadniają równiny. Hale używane są do wypasu.
Tutejsza temperatura jest wyjątkowo zimna, temperatury dochodzą do -52 °C w zimie, a zbocza gór są najczęściej nieporośnięte roślinnością.

## Historia
Płaskowyże leżące na terenie prowincji Ağrı były kontrolowane przez Urartu do czasu przejęcia władzy przez Orontydów nad Królestwem Armenii. Teren ten był pożądany przez wielu zagranicznych najeźdźców jako przejście pomiędzy wschodem a zachodem, podbijany był wiele razy przez: Asyryjczyków, Greków, Rzymian, Bizantyjczyków, Arabów, Mongołów, Persów, Seldżukidów i Imperium osmańskie.
Po raz pierwszy Turcy pojawili się w tym regionie podczas krótkotrwałej okupacji Doğubeyazıt w 680 roku. Pierwszymi muzułmańskimi władcami na tym terenie byli Abbasydzi, którzy pojawili się w 872 roku. W 1071 roku, po pokonaniu Bizantyjskiej armii w Malazgirt w 1071, Turcy zaczęli masowo się tutaj osiedlać. Teren został włączony do Imperium osmańskiego przez sułtana Selima II po Bitwie na równinie Czałdyran.

## Ağrı obecnie
Tutejsi ludzie żyją z wypasu owiec i z turystyki. Latem Ağrı przyciąga turystów możliwością wspinaczki górskiej, zimą możliwością jeżdżenia na nartach. Odwiedzanymi często przez turystów obiektami również są:
- Pałac İshaka Paszy w Doğubeyazıt
- Aznavur Tepe w Patnos
- Grobowiec Ahmedi Hani w Diyadin.